# Fruttosio 6-fosfato
Il fruttosio 6-fosfato (conosciuto anche come l'estere di Neuberg) è il monosaccaride fruttosio fosforilato sul carbonio 6 (è un fruttosio fosfato). L'isomero β-D è molto comune negli organismi viventi, come intermedio nelle vie metaboliche, ad esempio nella glicolisi (la quasi totalità del glucosio o del fruttosio che entra in una cellula viene trasformato in fruttosio 6-fosfato, prima di essere sottoposto ad ulteriori processi), o come precursore di sostanze più complesse.

## Storia
Nel 1918 Carl Neuberg, biochimico tedesco (dal quale viene il nome estere di Neuberg), scoprì che il composto poteva essere ottenuto per idrolisi in ambiente leggermente acido dell'estere di Harden-Young (Fruttosio 2,6-bisfosfato).

## Ruolo nella glicolisi
Il fruttosio 6-fosfato viene prodotto all'interno della glicolisi a partire dal glucosio 6-fosfato dall'enzima fosfoglucosio isomerasi; successivamente subisce un'ulteriore fosforilazione da parte della fosfofruttochinasi 1 diventando fruttosio 1,6-bisfosfato.